# Burglauer
Burglauer település Németországban, azon belül Bajorországban. Lakosainak száma 1758 fő (2023. december 31.). Burglauer Salz és Niederlauer községekkel határos.

## Népesség
A település népessége az elmúlt években az alábbi módon változott:
| Lakosok száma | 787  | 1042 | 1163 | 1640 | 1656 | 1667 | 1664 | 1687 | 1754 | 1758 |
|               | 1875 | 1950 | 1970 | 2011 | 2013 | 2014 | 2016 | 2019 | 2021 | 2023 |